# Amphiophiura canaliculata
Amphiophiura canaliculata is een slangster uit de familie Ophiuridae.
De wetenschappelijke naam van de soort werd in 1922 gepubliceerd door René Koehler.